# Kopparglans
Chalkosit eller kopparglans är ett sulfidmineral som består av koppar (ca 80% räknat i vikt) och svavel med formeln Cu2S. Mineralet innehåller ibland även hög halt silver.

## Egenskaper
Chalkosit är ett mjukt men tungt mineral. Chalkosit kristalliserar monoklint under 105 °C men hexagonalt däröver. Chalkosit kan bildas ur andra mineral,  till exempel covellin eller pyrit, genom att atom för atom byts ut – en pseudomorfos. Därvid erhåller chalkositen det ursprungliga mineralets yttre form.

## Förekomst
Kopparglans är ganska vanlig, men förekommer sällan i stora mängder och är inte något vanligt mineral i Sverige. Det finns dock tillsammans med brokig kopparmalm till exempel i Glava kopparfält i Värmland och i Biskopsgruvan i Garpenberg i Dalarna, liksom i Norge i Telemark fylke, vid Alunsjön och i Aardal vid Sognefjorden.
Fyndigheter finns på flera ställen i Mellaneuropa, Ural, Cornwall, Nordamerika och Namibia.

## Användning
Kopparglans är den viktigaste kopparmalmen.